# Adachi-Kunstmuseum
Das Adachi-Kunstmuseum (japanisch 足立美術館, Adachi Bijutsukan) ist ein privates Museum am Rande der Stadt Yasugi, Präfektur Shimane mit dem Schwerpunkt Gegenwartskunst. Es ist umgeben von einem ausgedehnten japanischen Garten.

## Die Sammlung
Das Museum wurde 1970 von dem Unternehmer Adachi Zenkō (足立全康; 1899–1990) in der Gegend errichtet, aus der er stammte. Seine Sammlung hat ihren Schwerpunkt in der Malerei der Nihonga-Richtung, wobei sowohl die Schule um Okakura Tenshin als auch die Kyōto-Schule mit wichtigen Werken vertreten sind.  Auch der Erwerb der Sammlung von Kitazawa Toshio (1917–1997) hat zum Museumsbestand beigetragen. Yokoyama Taikan, mit dessen Bildern Adachi 1948 in Ōsaka in Berührung kam und der ihn das ganze Leben hindurch faszinierte, hat er sogar einen eigenen Bau gewidmet. Daneben hat er auch Werke von Takeuchi Seihō (1864–1942), Kawai Gyokudō (1873–1957), Matsumura Shōen (1875–1949), Hashimoto Kansetsu (1883–1945), Murakami Kagaku (1888–1939), Hayami Gyoshū (1894–1935), Itō Shinsui (1898–1972), und anderen Malern gesammelt. Es sind auch Tuschezeichnungen des letzten Malers in Nanga-Stil Tomioka Tessai, Bilder für Kinder von Suzuki Toshio und Holzskulpturen von Hirakushi Denchū (1872–1979) zu sehen. Munakata Shikō ist mit seiner Serie der „Zehn großen Jünger Shakas“ (釈迦十大弟子, Shaka jū daideshi) vertreten.
Die Keramik-Sammlung, der ebenfalls ein eigenes Gebäude gewidmet ist, enthält wertvolle Stücke  u. a. von Kitaōji Rosanjin (1893–1959) und Kawai Kanjirō (1890–1966).

## Der Garten

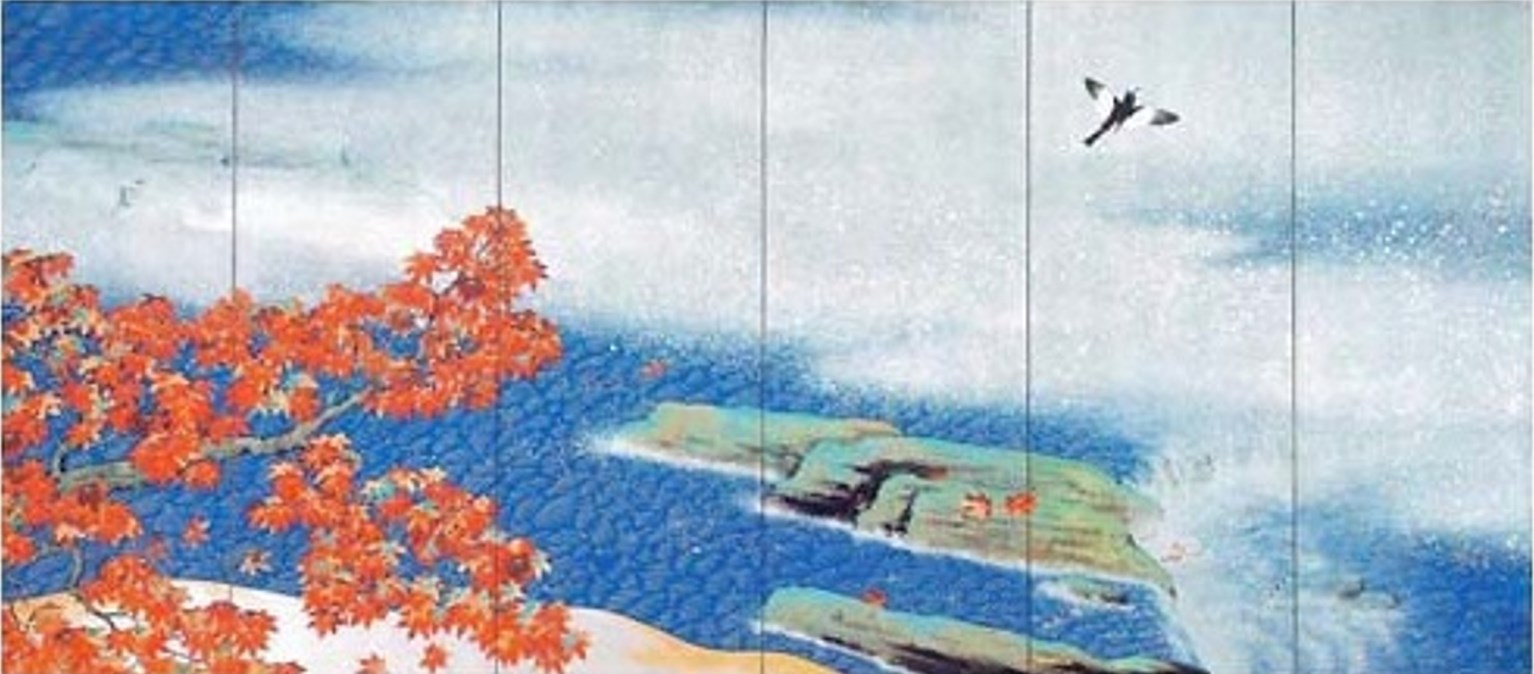
„Herbstlaub“ 1931
rechter Stellschirm eines Paares
(Yokoyama Taikan)

Das Museum ist von einem weiten japanischen Garten (circa 42.000 m²) umgeben, der ganz klassisch die Höhen im Hintergrund als „geborgte Landschaft“ mit einbezieht. Ganz modern ist die Zusammenführung verschiedener Gartentypen zu einem Gesamterlebnis. So findet man neben dem Wandelgarten auch einen großen Kies-Garten (Kare-san-sui) mit sorgfältig geschnittenen Büschen neben naturbelassenem Grün. Außerdem gibt es Felsbrocken im Garten und sogar einen hohen Wasserfall wird am Rand. Der Garten und das Museum beziehen sich aufeinander. So gibt es sorgfältig geplante, schmale Fenster im Museumsbau, deren Durchblick ein Bild wie auf einer Hängerolle oder Querrolle ergibt. Der Garten selbst kann nicht betreten, sondern nur aus dem Museum heraus betrachtet werden.
Das Teehaus im Garten ist eine Kopie des von Kobori Enshū (1579–1647) gebauten Teehauses Shōkin-tei (松琴亭) der Katsura-Villa und hat vom 15. Meister der Ura-Senke-Schule, Sen Hansō Sōshitsu, den Namen Juryū-an (寿立庵). Es ist ein Ort der Stille in dem sonst belebten Garten.

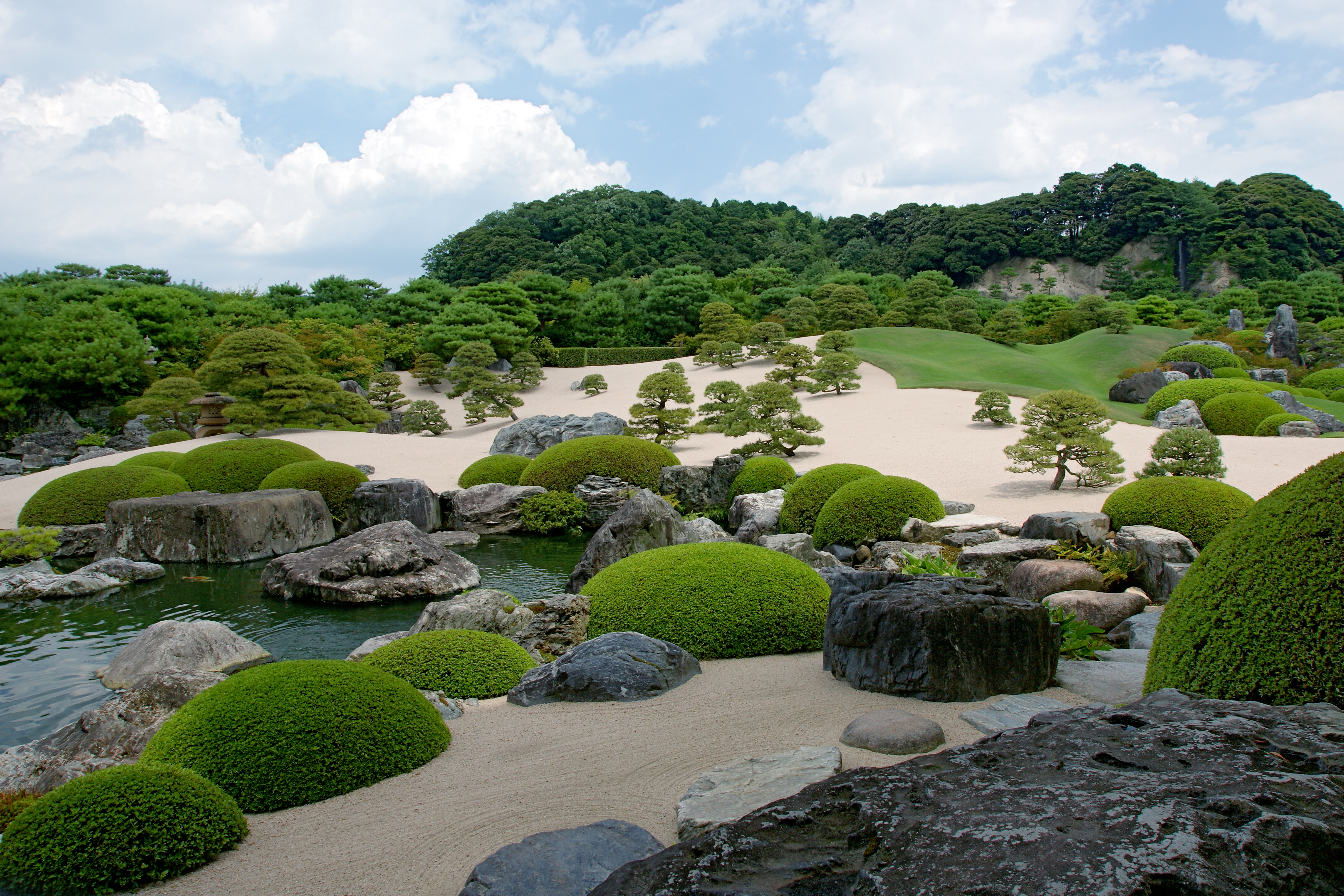
Blick in den Garten
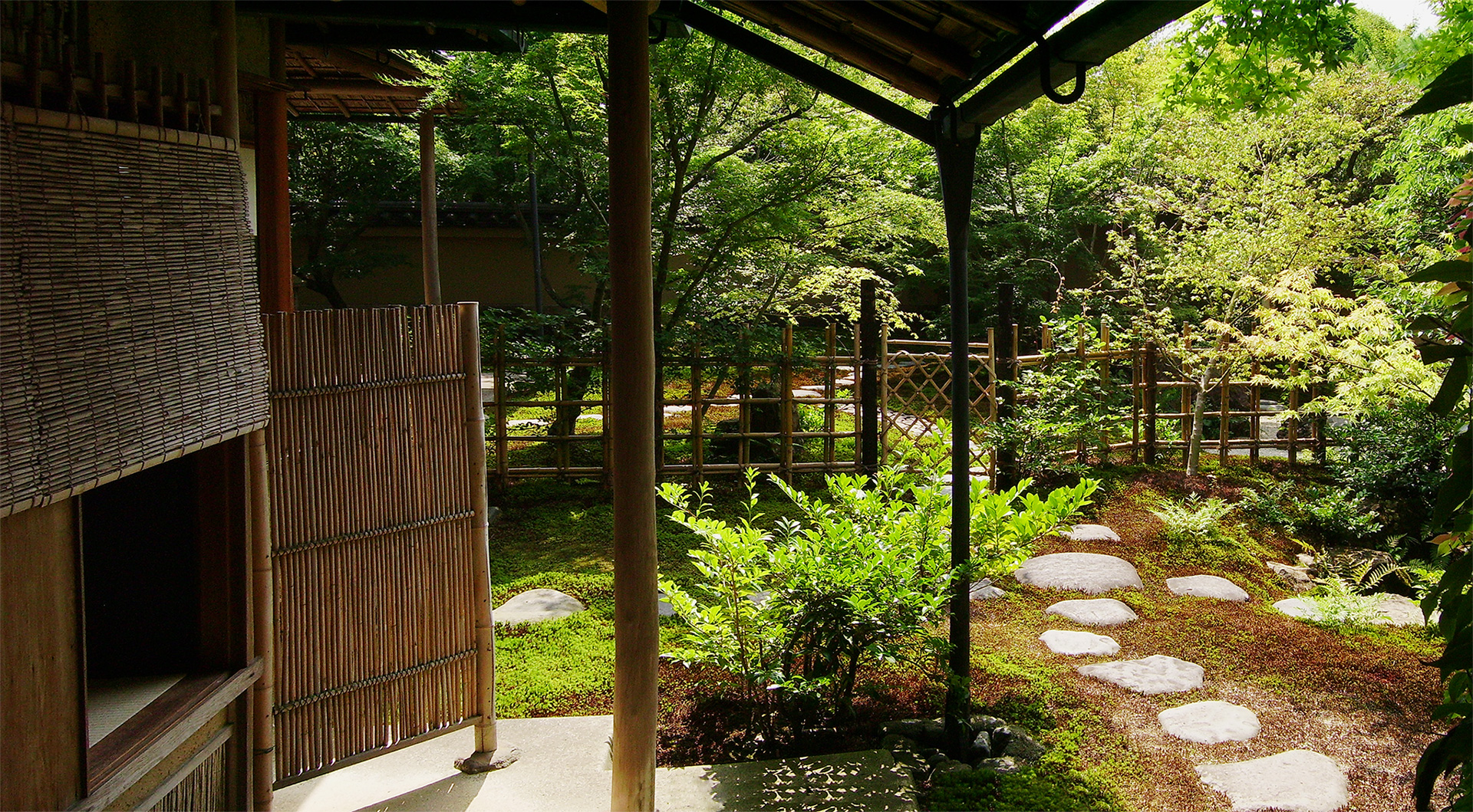
Teehaus Juryū-an